# Там'ян-Таймас
Там'я́н-Тайма́с (рос. Тамьян-Таймас, башк. Тамъян-Таймаҫ) — село у складі Міякинського району Башкортостану, Росія. Входить до складу Богдановської сільської ради.
Населення — 516 осіб (2010; 604 в 2002).
Національний склад:
- башкири — 99 %